# Vela ai Giochi della XVIII Olimpiade - Star
La competizione della classe Star   di vela ai Giochi della XVIII Olimpiade si è svolta nei giorni dal 12 al 21 ottobre 1964 nella Baia di Sagami, con base a Enoshima.

## Partecipanti
| Nazione          | Barca          | Equipaggio                             |
| ---------------- | -------------- | -------------------------------------- |
| Argentina        | Rampage        | Roberto Sieburger, Arnoldo Pekelharing |
| Australia        | Maryke         | Martinus Visser, Thomas Owens          |
| Bahamas          | Gem            | Durward Knowles, Cecil Cooke           |
| Brasile          | Clementine V   | Harry Adler, Luiz Ramos                |
| Cambogia         | GyoshuII       | An Dandara, Kim Tal                    |
| Canada           | Glisten        | David Miller, William West             |
| Finlandia        | Squid III      | Peter Tallberg, Henrik Tallberg        |
| Germania         | Bellatrix XIII | Bruno Splieth, Karsten Meyer           |
| Giappone         | MitaII         | Masayuki Ishii, Takafumi Okubo         |
| Italia           | Umberta V      | Luigi Croce, Luigi Saidelli            |
| Messico          | Nausikaa 4     | Carlos Braniff, Andres Gerard Sr.      |
| Portogallo       | Faneca         | Duarte Manuel Bello, Fernando Bello    |
| Stati Uniti      | Glider         | Richard Stearns, Lynn Williams         |
| Svezia           | Humbug V       | Pelle Pettersson, Holger Sundström     |
| Svizzera         | Ali-Baba IX    | Hans Bryner, Urs-Ulrich Bucher         |
| Unione Sovietica | Taifun         | Timir Pinegin, Fëdor Šutkov            |
| Venezuela        | Espuma del Mar | Daniel Camejo, Juan Feld               |

## Risultati
| Regata 1 12 ottobre | Regata 1 12 ottobre | Regata 1 12 ottobre | Regata 1 12 ottobre | Regata 2 13 ottobre | Regata 2 13 ottobre | Regata 2 13 ottobre | Regata 2 13 ottobre | Regata 3 14 ottobre | Regata 3 14 ottobre | Regata 3 14 ottobre | Regata 3 14 ottobre | Regata 4 15 ottobre | Regata 4 15 ottobre | Regata 4 15 ottobre | Regata 4 15 ottobre |
| Pos.                | Nazione             | Tempo               | Punti               | Pos.                | Nazione             | Tempo               | Punti               | Pos.                | Nazione             | Tempo               | Punti               | Pos.                | Nazione             | Tempo               | Punti               |
| ------------------- | ------------------- | ------------------- | ------------------- | ------------------- | ------------------- | ------------------- | ------------------- | ------------------- | ------------------- | ------------------- | ------------------- | ------------------- | ------------------- | ------------------- | ------------------- |
| 1                   | Gem                 | 2:25:05             | 1331                | 1                   | Taifun              | 2:29:01             | 1331                | 1                   | Glider              | 2:23:53             | 1331                | 1                   | Humbug V            | 2:13:19             | 1331                |
| 2                   | Squid III           | 2:25:59             | 1030                | 2                   | Faneca              | 2:30:02             | 1030                | 2                   | Humbug V            | 2:25:58             | 1030                | 2                   | Glider              | 2:13:26             | 1030                |
| 3                   | Taifun              | 2:26:07             | 854                 | 3                   | Bellatrix XIII      | 2:30:17             | 854                 | 3                   | Squid III           | 2:26:15             | 854                 | 3                   | Bellatrix XIII      | 2:14:21             | 854                 |
| 4                   | Glisten             | 2:26:17             | 729                 | 4                   | Squid III           | 2:30:18             | 729                 | 4                   | Bellatrix XIII      | 2:27:34             | 729                 | 4                   | Squid III           | 2:14:27             | 729                 |
| 5                   | Bellatrix XIII      | 2:26:27             | 632                 | 5                   | Gem                 | 2:30:36             | 632                 | 5                   | Glisten             | 2:31:26             | 632                 | 5                   | Taifun              | 2:14:52             | 632                 |
| 6                   | Faneca              | 2:27:41             | 553                 | 6                   | Clementine V        | 2:32:45             | 553                 | 6                   | Rampage             | 2:38:20             | 553                 | 6                   | Gem                 | 2:18:31             | 553                 |
| 7                   | Glider              | 2:28:11             | 486                 | 7                   | Ali-Baba IX         | 2:33:32             | 486                 | 7                   | MitaII              | 2:42:01             | 486                 | 7                   | Ali-Baba IX         | 2:18:44             | 486                 |
| 8                   | Maryke              | 2:29:20             | 428                 | 8                   | Glider              | 2:33:52             | 428                 | 8                   | Espuma del Mar      | 2:44:22             | 428                 | 8                   | Glisten             | 2:18:53             | 428                 |
| 9                   | Humbug V            | 2:30:04             | 377                 | 9                   | Nausikaa 4          | 2:36:23             | 377                 | -                   | Maryke              | DNF                 | 101                 | 9                   | Faneca              | 2:19:00             | 377                 |
| 10                  | Clementine V        | 2:30:17             | 331                 | 10                  | Humbug V            | 2:37:05             | 331                 | -                   | Gem                 | DNF                 | 101                 | 10                  | Maryke              | 2:19:15             | 331                 |
| 11                  | Nausikaa 4          | 2:30:55             | 290                 | 11                  | MitaII              | 2:37:56             | 290                 | -                   | Clementine V        | DNF                 | 101                 | 11                  | Umberta V           | 2:19:18             | 290                 |
| 12                  | Ali-Baba IX         | 2:32:04             | 252                 | 12                  | Umberta V           | 2:39:05             | 252                 | -                   | Umberta V           | DNF                 | 101                 | 12                  | Clementine V        | 2:23:24             | 252                 |
| 13                  | Umberta V           | 2:32:51             | 218                 | 13                  | Espuma del Mar      | 2:40:13             | 218                 | -                   | Nausikaa 4          | DNF                 | 101                 | 13                  | MitaII              | 2:23:37             | 218                 |
| 14                  | Rampage             | 2:34:00             | 185                 | 14                  | Glisten             | 2:41:30             | 185                 | -                   | Faneca              | DNF                 | 101                 | 14                  | Espuma del Mar      | 2:25:06             | 185                 |
| 15                  | MitaII              | 2:34:24             | 155                 | 15                  | Rampage             | 2:43:04             | 155                 | -                   | Taifun              | DNF                 | 101                 | 15                  | Nausikaa 4          | 2:25:25             | 155                 |
| 16                  | Espuma del Mar      | 2:35:04             | 127                 | 16                  | Maryke              | 2:44:10             | 127                 | -                   | Ali-Baba IX         | DQ                  | 0                   | 16                  | Rampage             | 2:26:27             | 127                 |
| 17                  | GyoshuII            | 2:37:51             | 101                 | -                   | GyoshuII            | DNF                 | 101                 | -                   | GyoshuII            | DNS                 | 0                   | -                   | GyoshuII            | DNS                 | 0                   |

| Regata 5 19 ottobre | Regata 5 19 ottobre | Regata 5 19 ottobre | Regata 5 19 ottobre | Regata 6 20 ottobre | Regata 6 20 ottobre | Regata 6 20 ottobre | Regata 6 20 ottobre | Regata 7 21 ottobre | Regata 7 21 ottobre | Regata 7 21 ottobre | Regata 7 21 ottobre |
| Pos.                | Nazione             | Tempo               | Punti               | Pos.                | Nazione             | Tempo               | Punti               | Pos.                | Nazione             | Tempo               | Punti               |
| ------------------- | ------------------- | ------------------- | ------------------- | ------------------- | ------------------- | ------------------- | ------------------- | ------------------- | ------------------- | ------------------- | ------------------- |
| 1                   | Gem                 | 2:11:34             | 1331                | 1                   | Gem                 | 2:17:44             | 1331                | 1                   | Squid III           | 2:24:37             | 1331                |
| 2                   | Humbug V            | 2:12:58             | 1030                | 2                   | Humbug V            | 2:20:31             | 1030                | 2                   | Glider              | 2:24:42             | 1030                |
| 3                   | Glider              | 2:13:49             | 854                 | 3                   | Glider              | 2:20:35             | 854                 | 3                   | Glisten             | 2:26:40             | 854                 |
| 4                   | Squid III           | 2:14:02             | 729                 | 4                   | Taifun              | 2:20:52             | 729                 | 4                   | Humbug V            | 2:26:58             | 729                 |
| 5                   | Maryke              | 2:15:51             | 632                 | 5                   | Glisten             | 2:21:07             | 632                 | 5                   | Faneca              | 2:29:08             | 632                 |
| 6                   | Bellatrix XIII      | 2:17:28             | 553                 | 6                   | Bellatrix XIII      | 2:21:35             | 553                 | 6                   | Bellatrix XIII      | 2:29:12             | 553                 |
| 7                   | Faneca              | 2:18:38             | 486                 | 7                   | Maryke              | 2:22:17             | 486                 | 7                   | Gem                 | 2:29:43             | 486                 |
| 8                   | Ali-Baba IX         | 2:19:40             | 428                 | 8                   | Squid III           | 2:24:13             | 428                 | 8                   | Taifun              | 2:30:17             | 428                 |
| 9                   | Clementine V        | 2:19:54             | 377                 | 9                   | Clementine V        | 2:24:40             | 377                 | 9                   | Ali-Baba IX         | 2:30:47             | 377                 |
| 10                  | Taifun              | 2:21:05             | 331                 | 10                  | Ali-Baba IX         | 2:24:44             | 331                 | 10                  | Clementine V        | 2:32:15             | 331                 |
| 11                  | Glisten             | 2:21:38             | 290                 | 11                  | Umberta V           | 2:25:13             | 290                 | 11                  | Nausikaa 4          | 2:32:24             | 290                 |
| 12                  | Rampage             | 2:21:57             | 252                 | 12                  | Faneca              | 2:26:22             | 252                 | 12                  | Maryke              | 2:33:32             | 252                 |
| 13                  | MitaII              | 2:22:36             | 218                 | 13                  | Rampage             | 2:28:32             | 218                 | 13                  | Umberta V           | 2:34:02             | 218                 |
| 14                  | Espuma del Mar      | 2:23:27             | 185                 | 14                  | Nausikaa 4          | 2:29:19             | 185                 | 14                  | Espuma del Mar      | 2:35:56             | 185                 |
| 15                  | Umberta V           | 2:23:45             | 155                 | 15                  | Espuma del Mar      | 2:31:09             | 155                 | 15                  | Rampage             | 2:36:26             | 155                 |
| 16                  | Nausikaa 4          | 2:25:15             | 127                 | 16                  | MitaII              | 2:32:13             | 127                 | -                   | MitaII              | DQ                  | 0                   |
| -                   | GyoshuII            | DNS                 | 0                   | -                   | GyoshuII            | DNS                 | 0                   | -                   | GyoshuII            | DNS                 | 0                   |

## Classifica finale
| Pos.    | Nazione          | Barca          | Equipaggio                             | Punti Totali | Punti ottenuti nelle regate | Punti ottenuti nelle regate | Punti ottenuti nelle regate | Punti ottenuti nelle regate | Punti ottenuti nelle regate | Punti ottenuti nelle regate | Punti ottenuti nelle regate |
| Pos.    | Nazione          | Barca          | Equipaggio                             | Punti Totali | 1                           | 2                           | 3                           | 4                           | 5                           | 6                           | 7                           |
| ------- | ---------------- | -------------- | -------------------------------------- | ------------ | --------------------------- | --------------------------- | --------------------------- | --------------------------- | --------------------------- | --------------------------- | --------------------------- |
| Oro     | Bahamas          | Gem            | Durward Knowles, Cecil Cooke           | 5664         | 1331                        | 632                         | 101                         | 553                         | 1331                        | 1331                        | 486                         |
| Argento | Stati Uniti      | Glider         | Richard Stearns, Lynn Williams         | 5585         | 486                         | 428                         | 1331                        | 1030                        | 854                         | 854                         | 1030                        |
| Bronzo  | Svezia           | Humbug V       | Pelle Pettersson, Holger Sundström     | 5527         | 377                         | 331                         | 1030                        | 1331                        | 1030                        | 1030                        | 729                         |
| 4       | Finlandia        | Squid III      | Peter Tallberg, Henrik Tallberg        | 5402         | 1030                        | 729                         | 854                         | 729                         | 729                         | 428                         | 1331                        |
| 5       | Unione Sovietica | Taifun         | Timir Pinegin, Fëdor Šutkov            | 4305         | 854                         | 1331                        | 101                         | 632                         | 331                         | 729                         | 428                         |
| 6       | Germania         | Bellatrix XIII | Bruno Splieth, Karsten Meyer           | 4175         | 632                         | 854                         | 729                         | 854                         | 553                         | 553                         | 553                         |
| 7       | Canada           | Glisten        | David Miller, William West             | 3565         | 729                         | 185                         | 632                         | 428                         | 290                         | 632                         | 854                         |
| 8       | Portogallo       | Faneca         | Duarte Manuel Bello, Fernando Bello    | 3330         | 553                         | 1030                        | 101                         | 377                         | 486                         | 252                         | 632                         |
| 9       | Svizzera         | Ali-Baba IX    | Hans Bryner, Urs-Ulrich Bucher         | 2360         | 252                         | 486                         | 0                           | 486                         | 428                         | 331                         | 377                         |
| 10      | Australia        | Maryke         | Martinus Visser, Thomas Owens          | 2256         | 428                         | 127                         | 101                         | 331                         | 632                         | 486                         | 252                         |
| 11      | Brasile          | Clementine V   | Harry Adler, Luiz Ramos                | 2221         | 331                         | 553                         | 101                         | 252                         | 377                         | 377                         | 331                         |
| 12      | Argentina        | Rampage        | Roberto Sieburger, Arnoldo Pekelharing | 1518         | 185                         | 155                         | 553                         | 127                         | 252                         | 218                         | 155                         |
| 13      | Giappone         | MitaII         | Masayuki Ishii, Takafumi Okubo         | 1494         | 155                         | 290                         | 486                         | 218                         | 218                         | 127                         | 0                           |
| 14      | Messico          | Nausikaa 4     | Carlos Braniff, Andres Gerard Sr.      | 1424         | 290                         | 377                         | 101                         | 155                         | 127                         | 185                         | 290                         |
| 15      | Italia           | Umberta V      | Luigi Croce, Luigi Saidelli            | 1423         | 218                         | 252                         | 101                         | 290                         | 155                         | 290                         | 218                         |
| 16      | Venezuela        | Espuma del Mar | Daniel Camejo, Juan Feld               | 1356         | 127                         | 218                         | 428                         | 185                         | 185                         | 155                         | 185                         |
| 17      | Cambogia         | GyoshuII       | An Dandara, Kim Tal                    | 202          | 101                         | 101                         | 0                           | 0                           | 0                           | 0                           | 0                           |